# Корнилиъс (град, Орегон)
Корнилиъс (на английски: Cornelius) е град в окръг Вашингтон, щата Орегон, САЩ. Корнилиъс е с население от 10895 жители (2007) и обща площ от 4,9 km². Намира се на 54 m надморска височина. ЗИП кодът му е 97113, а телефонният му код е 503, 971.